# Karl August Hermann

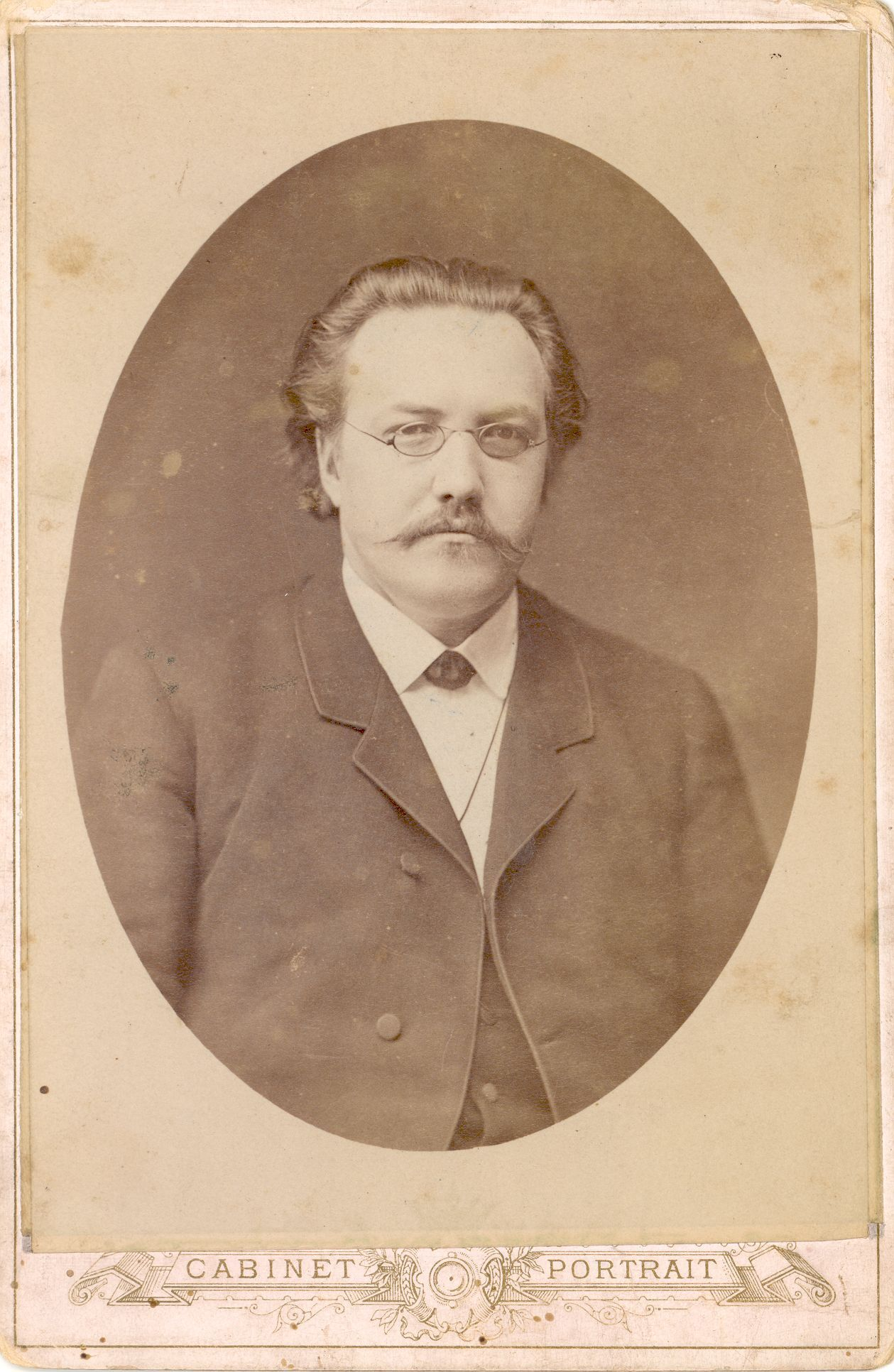
Karl August Hermann

Karl August Hermann (23 de setembro de 1851, em Võhmanõmme, Põltsamaa - 11 de janeiro de 1909, em Tartu) foi um escritor, publicitário, linguista e compositor estoniano.
Em 1875 começou a estudar na Faculdade de Teologia da Universidade de Tartu. Em 1878 passou a estudar linguística na Universidade de Leipzig. Em 1880 formou-se na universidade e defendeu a tese de doutoramento "Der einfache Wortstamm und die drei Lautstufen in der estnischen Sprache".
De 1882 a 1885 foi editor da Eesti Postimees. Em 1886 ele adquiriu o jornal Perno Postimees, rebatizando o jornal Postimees, que começou a ser publicado em Tartu.
Em 1906 adquire o jornal Valgus.
Ele pertenceu a várias organizações, como por exemplo a Sociedade de Literatura da Estónia. Ele foi um ex-aluno honorário da Sociedade de Estudantes da Estónia.
Faleceu em 1909 e está sepultado no cemitério Tartu Raadi.

## Obras
Em 1884 publicou "Eesti keele grammatika" ('Gramática Estoniana'). Em 1900, ele começou a publicar " Eesti Üleüldise teaduse raamat ehk encyklopädia konversationi-lexikon ", mas apenas o primeiro volume foi publicado na íntegra.
Ele também compôs cerca de 300 canções corais. Algumas das mais notáveis são "Kungla rahvas" ('povo Kungla') e "Oh laula ja hõiska" ('O canto e grito').